# Armou
Armou (griechisch Άρμου) ist eine Gemeinde im Bezirk Paphos in der Republik Zypern. Bei der Volkszählung im Jahr 2021 hatte sie 663 Einwohner.
In der Gemeinde befinden sich die Kirche Agia Varvara und die Kapelle von Agia Marina, sowie die zerstörte Kapelle von Agios Georgios mit minimalen Fresken und die Ruinen der Kapellen von Agios Avakieros, Agios Dimitrianos, Agios Tychonos und Agia Mavris.

## Name
Es gibt drei Versionen für die Herkunft des Namens Armos: Die erste Version besagt, dass der erste Siedler der Gemeinde Armou hieß. Eine andere Version besagt, dass der Name vom Wort armos (αρμός) kommt. Die Gemeinde ist wie eine Fuge auf einem Punkt gebaut, der den Berg mit dem Tal verbindet. Eine weitere Version besagt, dass der Name von dem Streitwagen der Göttin Aphrodite stammt, mit dem sie der Mythologie nach in die Gegend kam.

## Lage und Umgebung

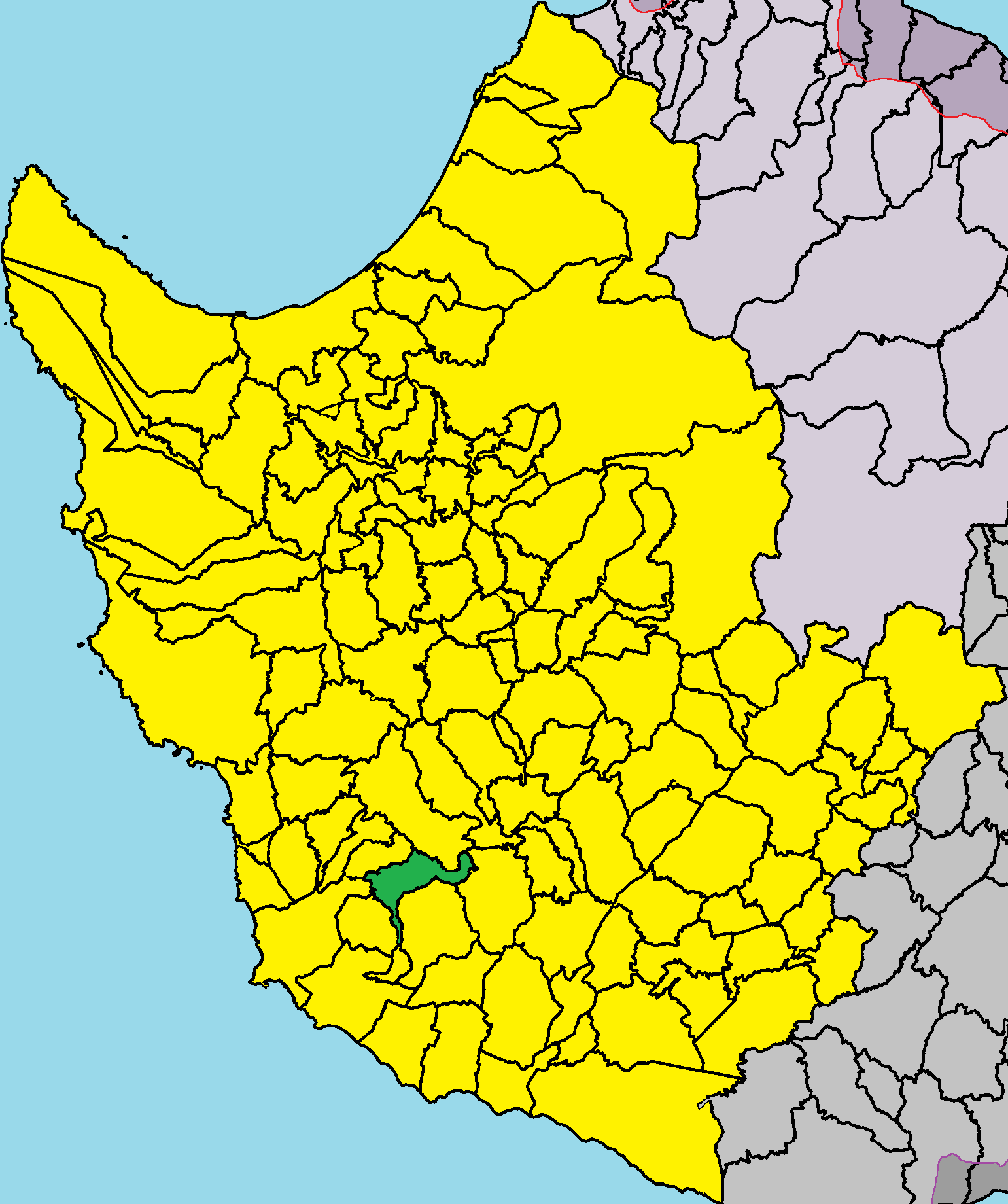
Lage im Bezirk Paphos

Armou liegt im Westen der Mittelmeerinsel Zypern auf einer Höhe von etwa 335 Metern, etwa 8 Kilometer nordöstlich von Paphos und 156 Kilometer südwestlich von Nikosia. Das 6,78146 Quadratkilometer große Dorf grenzt im Norden an Mesa Chorio und Tsada, im Osten an Episkopi, im Süden an Marathounda und Agia Marinouda und im Westen an Konia und die Gemeinde Paphos. Das Dorf kann über die Straße E710 erreicht werden.

## Geschichte
Das Gebiet um Armou war laut archäologischen Funden bereits in vorchristlicher Zeit besiedelt.

### Bevölkerungsentwicklung
| Jahr      | 1881 | 1891 | 1901 | 1911 | 1921 | 1931 | 1946 | 1960 | 1976 | 1982 | 1992 | 2001 | 2011 | 2021 |
| Einwohner | 245  | 278  | 310  | 315  | 369  | 387  | 459  | 451  | 302  | 265  | 275  | 343  | 600  | 663  |